# Джонстон, Уильям, 1-й маркиз Аннандейл
Уильям Джонстон, 2-й граф Аннандейл и Хартфелл, 1-й маркиз Аннандейл (англ. William Johnstone, 2nd Earl of Annandale and Hartfell, 1st Marquess of Annandale; 17 февраля 1664 — 14 января 1721) — шотландский дворянин и пэр.

## Биография
Родился 17 февраля 1664 года. Второй сын Джеймса Джонстона, 1-го графа Аннандейла и Хартфелла (1625—1672), и Генриетты Дуглас (1633—1673), дочери Уильяма Дугласа, 1-го маркиза Дугласа, и леди Мэри Гордон. Он получил образование в Университете Глазго.
17 июля 1672 года после смерти своего отца Уильям Джонстон унаследовал титулы 2-го графа Аннандейла и Хартфелла (Пэрство Шотландии), 2-го виконта Аннандейла (Пэрство Шотландии) и 2-го лорда Джонстона из Лохвуда, Лохмабена, Моффатдейла и Эвандейла (Пэрство Шотландии).
Он был другом Джеймса Скотта, герцога Монмута, и номинально поддерживал Славную революцию 1688 года, но присоединился к «Клубу» якобитских недовольных и был заключен в тюрьму в связи с заговором Монтгомери. Он был восстановлен в милости после признания и был назначен чрезвычайным лордом сессии в 1693 году и лордом казначейства. Он получал пенсию за заслуги в связи с расследованием Гленко.
24 июня 1701 года для него были созданы титулы 1-го маркиза Аннандейла (Пэрство Шотландии), 1-го графа Хартфелла (Пэрство Шотландии), 1-го виконта Аннандейла (Пэрство Шотландии) и 1-го лорда Джонстона из Лохвуда, Лохмабена, Моффатдейла и Эвандейла (Пэрство Шотландии).
Занимал должности лорда-верховного комиссара Генеральной ассамблеи Церкви Шотландии (1701, 1705, 1711), хранителя Малой печати Шотландии (1702, 1715—1721), президента Тайного совета Шотландии (1692—1695, 1702—174, 1705—1706), кавалера Ордена Чертополоха (1704), государственного секретаря Шотландии (март-сентябрь 1705 года), шотландского пэра-представителя в Палате лордов (1709—1713) и хранителя Большой печати Шотландии (1714—1716).
Маркиз Аннандейл выступал против заключения Унии между Англией и Шотландией в 1707 году.
Маркиз Аннандейл скончался 14 января 1721 года в возрасте 56 лет в Бате, Сомерсет, Англия. Он был похоронен в Джонстоне, Шотландия.

## Личная жизнь

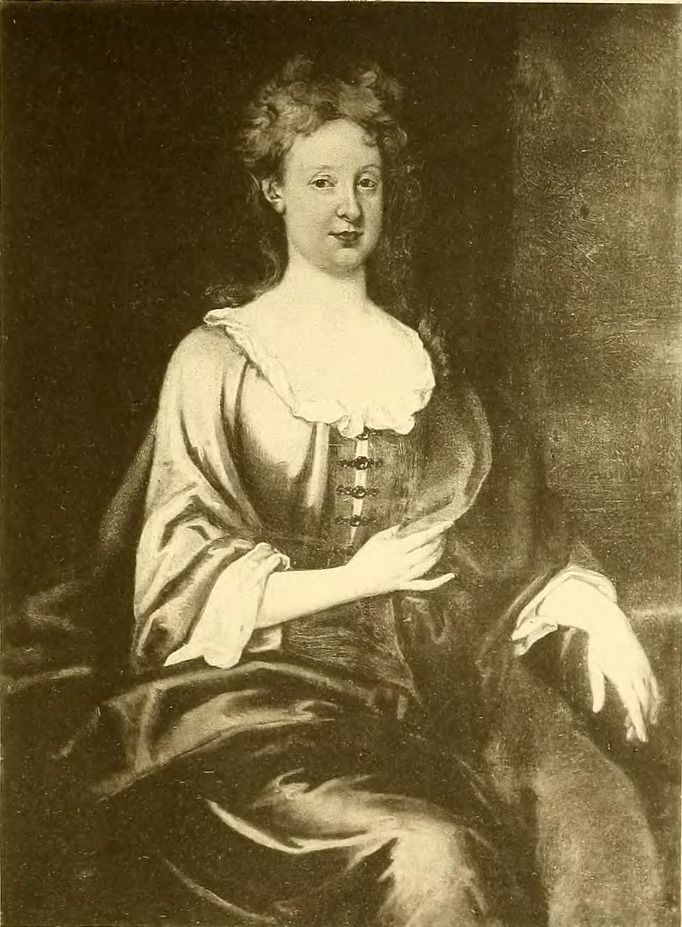
София Фэрхолм, маркиза Аннандейл (1668—1716), первая жена 1-го маркиза Аннандейла

Маркиз Аннандейл был дважды женат. 1 января 1682 года в Эдинбурге он женился первым браком на Софии Фэрхолм (18 марта 1668 — 13 декабря 1716), дочери Джона Фэрхолма и Крейгихолла и Софии Джонстон. У супругов было пятеро детей:
- Леди Генриетта Джонстон (11 ноября 1682 — 25 ноября 1750), в 1699 году она вышла замуж за Чарльза Хоупа, 1-го графа Хоуптауна[2]
- Мэри Джонстон (15 июня 1686 — умерла в младенчестве)[2]
- Джеймс Джонстон, 2-й маркиз Аннандейл (1687 — 21 февраля 1730) умер неженатым[2]
- Достопочтенный Джон Джонстон (3 августа 1688—1694)[2]
- Лорд Уильям Джонстон (1696 — 24 декабря 1721)[2].

20 ноября 1718 года в Лондоне маркиз Аннандейл женился вторым браком на Шарлотте Ван Лоре Бемпде (? — 23 ноября 1762), дочери Джона Вандена Бемпде из Хакнесса и Темперанс Пэкер. Дети от второго брака:
- Джордж Джонстон, 3-й маркиз Аннандейл (29 мая 1720 — 29 апреля 1792)[2], умер неженатым
- Лорд Джон Джонстон (8 июня 1721 — октябрь 1742)[2], женился на Мэри Беддо из Ладлоу.